# Василенко Семен Євгенович
Семе́н Євге́нович Василе́нко (30 квітня (13 травня) 1903 , Дніпро, Катеринославська губернія, Російська імперія  — невідомо ) — український радянський державний діяч. Депутат Верховної Ради УРСР 1-го скликання (1938–1947). Лауреат Сталінської премії (1943).

## Біографія
Народився 30 квітня (13 травня) 1903 року в родині робітника в місті Катеринославі, нині Дніпро, Дніпропетровська область, Україна.
З 1920 по 1925 рік — технік у Катеринославських паровозних майстернях. З 1925 по 1932 рік — технік, конструктор, інженер спеціального виробництва на заводі імені Петровського в Дніпропетровську
У 1929 році здобув вищу освіту.
З 1932 до 1938 рік — начальник тонкостінного цеху, з 1938 до 1941 року — головний інженер, заступник директора, директор Дніпропетровського трубопрокатного заводу імені Леніна.
1938 року обраний депутатом Верховної Ради УРСР першого скликання по Червоногвардійській сільській виборчій окрузі № 205 Дніпропетровської області.
Член ВКП(б) з 1939 року.
З 27 жовтня 1941 року — головний інженер Головтрубосталі Народного комісаріату чорної металургії СРСР, м. Москва. З січня 1944 року — начальник Головтрубосталі Наркомчормету СРСР.
У 1950-х — 1960-х роках — заступник голови Державної планової комісії (Держплану) СРСР у Москві.

## Нагороди
- Орден Трудового Червоного Прапора (23.03.1935)
- Орден «Знак Пошани» (26.03.1939)
- Орден Червоної Зірки (1943)
- Сталінська премія за видатні винаходи і корінні удосконалення методів виробничої роботи 1-го ступеня (1943, за докорінне удосконалення технології виробництва мінометних труб і деталей боєприпасів)